# Schweizer Cup (Fussball, Männer) 1942/43
Der 18. Schweizer Cup wurde vom 30. August 1942 bis zum 26. April 1943 ausgetragen. Titelverteidiger war der Verein Grasshopper Club Zürich.

## Der Modus
Es wurde im K.-o.-System gespielt. Im Fall eines Gleichstandes zum Ende der Verlängerung wurde das Spiel auf dem Platz der Gastmannschaft wiederholt. Das Finalspiel fand in Bern statt.

## 3. Ausscheidungs-Runde
Ebenso nahmen in der 3. Ausscheidungs-Runde die Mannschaften der Nationalliga nicht teil.
| Datum             |                        | Ergebnis  |                                   |
| ----------------- | ---------------------- | --------- | --------------------------------- |
| 13.12.1942, 14:30 | US Bienne-Boujean      | 4:2       | FC Fribourg                       |
|                   | FC Birsfelden          | 1:2       | Helvetia Bern                     |
|                   | SC Brühl St. Gallen    | 2:0       | AC Bellinzona                     |
|                   | FC Chiasso             | 4:0       | FC Oerlikon                       |
|                   | FC La Chaux-de-Fonds   | 4:0       | CS International Genève           |
|                   | FC Locarno             | 3:1       | SC Zug                            |
|                   | FC Moutier             | 2:4       | FC Montreux-Sports                |
|                   | Phönix Winterthur      | 6:0       | FC Lachen                         |
|                   | FC Pratteln            | 3:2 n. V. | SC Zofingen                       |
|                   | US Pro Daro Bellinzona | 2:1       | FC Blue Stars Zürich              |
|                   | FC Renens              | 1:2 n. V. | Étoile-Sporting La Chaux-de-Fonds |
|                   | FC Sierre              | 1:3       | Urania Genève Sport               |
|                   | FC Tössfeld            | 0:1       | FC Aarau                          |
|                   | Vevey-Sports           | 2:0       | Sylva-Sports Le Locle             |
|                   | FC Wohlen              | 0:2       | Concordia Basel                   |
|                   | FC Solothurn           | 1:1 n. V. | SV Schaffhausen                   |
| 20.12.1942, 14:30 | FC Forward Morges      | 1:0       | FC Chippis                        |

### Wiederholungsspiel
| Datum             |                 | Ergebnis |              |
| ----------------- | --------------- | -------- | ------------ |
| 27.12.1942, 14:30 | SV Schaffhausen | 3:1      | FC Solothurn |

## 1/16 Finals
In den 1/16-Finals spielten erstmals die Mannschaften der Nationalliga mit:
| Datum             |                      | Ergebnis  |                                   |
| ----------------- | -------------------- | --------- | --------------------------------- |
| 27.12.1942, 14:30 | FC La Chaux-de-Fonds | 4:1       | Vevey-Sports                      |
| 03.01.1943, 14:30 | FC Basel             | 6:0       | FC Pratteln                       |
|                   | FC Biel-Bienne       | 5:0       | FC Forward Morges                 |
|                   | FC Chiasso           | 0:6       | Grasshopper-Club Zürich           |
|                   | FC Grenchen          | 4:0       | FC Bern                           |
|                   | Helvetia Bern        | 0:1       | FC Zürich                         |
|                   | FC Luzern            | 0:1       | FC Locarno                        |
|                   | Nordstern Basel      | 4:0       | Concordia Basel                   |
|                   | Phönix Winterthur    | 2:7 n. V. | SC Brühl St. Gallen               |
|                   | Pro Daro Bellinzona  | 0:4       | FC Lugano                         |
|                   | FC St. Gallen        | 1:3 n. V. | SV Schaffhausen                   |
|                   | Urania Genève Sport  | 3:4       | Cantonal Neuchâtel                |
|                   | Young Fellows Zürich | 4:1       | US Bienne-Boujean                 |
| 10.01.1943, 14:30 | FC Lausanne-Sport    | 2:3       | Étoile-Sporting La Chaux-de-Fonds |
|                   | FC Montreux-Sports   | 0:4       | Servette FC                       |
|                   | FC Aarau             | 2:2 n. V. | BSC Young Boys                    |

### Wiederholungsspiel
| Datum             |                     | Ergebnis |          |
| ----------------- | ------------------- | -------- | -------- |
| 17.01.1942, 14:30 | BSC Young Boys Bern | 3:1      | FC Aarau |

## Achtelfinals
| Datum             |                      | Ergebnis |                                   |
| ----------------- | -------------------- | -------- | --------------------------------- |
| 10.01.1943, 14:30 | FC Basel             | 9:2      | FC Schaffhausen                   |
|                   | FC Locarno           | 3:2      | Nordstern Basel                   |
|                   | FC Lugano            | 2:1      | FC Zürich                         |
|                   | Young Fellows Zürich | 1:3      | FC Grenchen                       |
| 17.01.1943, 14:30 | FC Biel-Bienne       | 1:2      | FC La Chaux-de-Fonds              |
|                   | Servette FC          | 9:1      | Étoile-Sporting La Chaux-de-Fonds |
| 31.01.1943, 14:30 | SC Brühl St. Gallen  | 0:2      | BSC Young Boys                    |
|                   | Cantonal Neuchâtel   | 0:2      | Grasshopper Club Zürich           |

## Viertelfinals
| Datum             |                         | Ergebnis |                      |
| ----------------- | ----------------------- | -------- | -------------------- |
| 28.02.1943, 14:30 | FC Basel                | 0:2      | FC Lugano            |
|                   | Grasshopper Club Zürich | 1:0      | FC La Chaux-de-Fonds |
|                   | Servette FC             | 1:0      | FC Grenchen          |
|                   | BSC Young Boys          | 0:5      | FC Locarno           |

## Halbfinals
| Datum             |                         | Ergebnis |             |
| ----------------- | ----------------------- | -------- | ----------- |
| 28.03.1943, 14:30 | Grasshopper Club Zürich | 4:1      | Servette FC |
|                   | FC Lugano               | 7:0      | FC Locarno  |

## Finals
Das Finalspiel fand am 26. April 1943 im Stadion Wankdorf in Bern statt.
| Paarung                 | Grasshopper Club Zürich – FC Lugano                                                                                      |
| Ergebnis                | 2:1 (1:1) |
| Datum                   | 26. April 1943 um 15:00 Uhr                                                                                              |
| Stadion                 | Stadion Wankdorf, Bern                                                                                                   |
| Zuschauer               | 15.000 |
| Schiedsrichter          | von Wartburg (Bern) |
| Tore                    | 0:1 Frigerio (22.) 1:1 Amadò (36.) 1:2 Bianchi (54.)                                                                     |
| Grasshopper Club Zürich | Huber, Minelli, Weiler, Rickenbach, Sulger, Springer, Aeby, Bianchi, Bickel, Amadò, Friedländer Cheftrainer: Karl Rappan |
| FC Lugano               | Mosena, Bassi, Bottinelli, Regazzoni, Ortelli, Weber, Andreoli, Bossoni, Fornara II, Frigerio, Galli Cheftrainer: ?      |